# Intenzita gravitačního pole
Gravitační síly nezávisí na látkovém prostředí mezi tělesy, ale jsou podmíněny pouze hmotností a vzdáleností těles. Kolem každého tělesa se vytváří gravitační pole bez ohledu na přítomnost jiných těles v okolí. K popisu tohoto pole slouží intenzita gravitačního pole, což je síla, která v daném bodě prostoru působí na těleso jednotkové gravitační hmotnosti umístěné do tohoto bodu.
Intenzita gravitačního pole představuje zrychlení, které je v daném bodě prostoru stejné pro všechna tělesa, bez ohledu na jejich hmotnost.

## Značení
- Symbol veličiny: {\displaystyle \mathbf {K} }
- Jednotka SI: N kg−1 = m s−2

## Výpočet
Podle definice lze intenzitu gravitačního pole vyjádřit vztahem
{\displaystyle \mathbf {K} ={\frac {\mathbf {F} _{g}}{\mathrm {m} }}},
kde {\displaystyle \mathbf {F} _{\mathrm {g} }} je gravitační síla a {\displaystyle m} je gravitační hmotnost hmotného bodu, na nějž těleso s intenzitou gravitačního pole {\displaystyle \mathbf {K} } působí.
Intenzita gravitačního pole má směr shodný se směrem gravitační síly {\displaystyle \mathbf {F} _{\mathrm {g} }}.
Z Newtonova gravitačního zákona lze určit intenzitu gravitačního pole hmotného bodu o hmotnosti {\displaystyle M}. Pokud se v takovém gravitačním poli nachází ve vzdálenosti {\displaystyle r} od hmotného bodu testovací těleso o hmotnosti {\displaystyle m}, pak pro velikost intenzity gravitačního pole platí
{\displaystyle K={\frac {F_{g}}{m}}={\frac {1}{m}}\left({\frac {GMm}{r^{2}}}\right)=G{\frac {M}{r^{2}}}}
Intenzita tedy nezávisí na hmotnosti testovacího tělesa.

## Vlastnosti
- Postulujeme-li v souladu s obecnou teorií relativity rovnost gravitační a setrvačné hmotnosti,  vyplývá z druhého pohybového zákona, že intenzita gravitačního pole v daném bodě je shodná se zrychlením, které pole uděluje hmotnému bodu, tedy s gravitačním zrychlením.
- Sféricky symetrické hmotné těleso má kdekoliv nad svým povrchem stejnou intenzitu gravitačního pole, jakou by měl hmotný bod stejné hmotnosti, umístěný v jeho středu. Pro výpočty lze tedy beze ztráty přesnosti kulová tělesa nahradit hmotnými body.